# Pedaria renwarti
Pedaria renwarti là một loài bọ cánh cứng trong họ Bọ hung (Scarabaeidae).